# رابطه استینمنز
رابطه استینمنز (انگلیسی: Steinmetz's equation) که بعضاً معادلهٔ قدرت نیز نامیده می‌شود، معادله‌ای تجربی است که برای محاسبه تلفات کل توان (تلفات هسته) بر حسب واحد حجم در مواد مغناطیسی هنگامی که در معرض شار مغناطیسی متغیر خارجی قرار دارد، مورد استفاده قرار می‌گیرد. این معادله به افتخار چارلز اشتاینمتز، مهندس برق آلمانی-آمریکایی نامگذاری شده‌است که در سال ۱۸۹۰ معادلهٔ مشابهی بدون وابستگی به فرکانس پیشنهاد کرده بود.